# Okres Ostrava-město
Okres Ostrava-město (deutsch Bezirk Ostrau-Stadt) ist eines der dichtbesiedeltsten Industriezentren in Tschechien (Moravskoslezský kraj) mit einem hohen Bildungsniveau. Die größte Stadt Ostrava ist zugleich Kreisstadt.
Die Gegend an dem Handelsweg Jantarova stezka (Bernsteinstraße) wurde im 13. Jahrhundert besiedelt. Mit 332 km² gehört er zu den kleinsten Bezirken Tschechiens. 40 % der Fläche kann landwirtschaftlich genutzt werden, ein Zehntel ist bewaldet und etwa der gleiche Teil besiedelt.
Nach dem Fund von Steinkohle 1763 wuchs die Schwerindustrie, deren Bedarf an Arbeitern viele Familien in die Region lockte. Anfang der 1990er Jahre kam es zu Abbau und Auflösung der Großbetriebe mit ihrer Monostruktur. Die Rohstoffförderung wird heute noch von zwei Unternehmen betrieben, weiterhin stark vertreten sind die chemische Industrie, Maschinenbau, Holzverarbeitung, Textil- und Nahrungsmittelindustrie. Insgesamt sind 60.000 Unternehmen registriert. Die Umweltbelastung, die schlimmste in ganz Tschechien durch Verunreinigung der Luft, ist zurückgegangen, Abwässer und Bodenbelastungen sind jedoch weiterhin ein großes Problem. Die Umstrukturierung konnte auch nicht alle freiwerdenden Beschäftigten auffangen. Die Arbeitslosigkeit gehört mit 16 % zur höchsten der Republik.
In der Region befinden sich geschützte Naturgebiete Poodří, Polanská niva und Polanský les sowie das Naturreservat Rezavka Rybník Štěpán und das Naturdenkmal Turkov. Der Fremdenverkehr soll durch zahlreiche Festivals und kulturelle Veranstaltungen angeregt werden. Auch die Nähe der Beskiden und des Altvatergebirges soll zur Förderung des Tourismus stärker genutzt werden. Weitere Einrichtungen für die Besucher des „Okres“ sind ein 18-Loch-Golfplatz in Šilheřovicíce, technische Denkmäler in Ostrava, wie das Bergbaumuseum, der Schacht Michael u. a.
Die jährlich 112.000 Besucher werden in 31 Unterkünften untergebracht, die durchschnittliche Aufenthaltsdauer beträgt 3,4 Tage.
Bis zum 31. Dezember 2006 bestand der Bezirk ausschließlich aus der Statutarstadt Ostrava. Nach der Eingliederung von umliegenden Orten aus dem Okres Opava, Okres Frýdek-Místek und Okres Nový Jičín umfasst er seit 2007 13 Gemeinden, davon 4 Städte.

## Städte und Gemeinden
Čavisov (Czabischau) – Dolní Lhota (Klein Ellgoth) – Horní Lhota (Ober Ellgoth) – Klimkovice (Königsberg) – Olbramice (Wollmersdorf) – Ostrava (Ostrau) –
Stará Ves nad Ondřejnicí (Altendorf b. Braunsberg) – Šenov (Schönhof) – Václavovice (Wenzlowitz) – Velká Polom (Groß Pahlom) – Vratimov (Rattimau) – Vřesina (Wrzessin) – Zbyslavice (Baislawitz)